# خیالا عبدالله
خیالا عبدالله (به ترکی آذربایجانی: Xəyalə Abdulla؛ متولد ۱۳ ژوئیه ۱۹۹۳) یک بازیکن شطرنج آذربایجانی است که عنوان استاد بزرگ زن را دارد.

## حرفه شطرنج
در سال ۲۰۱۰ خیالا عبدالله در باتومی در مسابقات قهرمانی جوانان شطرنج اروپا در رده سنی زیر ۱۸ سال برنده مدال برنز شد. وی در سال ۲۰۱۱ به مقام قهرمانی شطرنج جوانان آذربایجان در رده سنی زیر ۱۸ سال دست یافت و در رده سنی زیر ۲۰ سال مقام دوم را کسب کرد. در سال ۲۰۱۲ خیالا عبدالله دوباره در مسابقات شطرنج جوانان آذربایجان در رده سنی زیر ۲۰ سال مدال نقره را از آن خود کرد.
دو بار برنده مسابقات شطرنج زنان آذربایجان (۲۰۱۳، ۲۰۱۴).
خیالا عبدالله در مسابقات المپیاد شطرنج زنان برای آذربایجان بازی کرد:
- در سال ۲۰۱۴، در میز ۳ در چهل و یکمین المپیاد شطرنج (زنان) در ترومسو: ۳ برد ۳ مساوی ۲ باخت
- در سال ۲۰۱۶، در میز ۲ (آذربایجان ۲) در چهل و دومین المپیاد شطرنج (زنان) در باکو: ۱ برد و ۴ باخت

خیالا عبدالله در مسابقات شطرنج تیمی اروپا برای آذربایجان بازی کرد:
- در سال ۲۰۱۳، در میز ۳ در دهمین دوره مسابقات شطرنج تیمی اروپا (زنان) در ورشو: ۲ برد ۲ مساوی ۲ باخت
- در سال ۲۰۱۵، در میز چهارم در یازدهمین دوره مسابقات شطرنج تیمی اروپا (زنان) در ریکیاویک: ۱ برد ۳ مساوی ۲ باخت

در سال ۲۰۱۰، فدراسیون جهانی شطرنج به او عنوان استاد بین‌المللی زنان (WIM) و در سال ۲۰۱۵ - عنوان استادبزرگ زنان (WGM) را اعطا کرد.